# Гора (Артюшинский сельсовет)
Гора — деревня в Белозерском районе Вологодской области.
Входит в состав Артюшинского сельского поселения, с точки зрения административно-территориального деления — в Артюшинский сельсовет.
Расстояние по автодороге до районного центра Белозерска составляет 39 км, до центра муниципального образования села Артюшино — 1 км. Ближайшие населённые пункты — Артюшино, Буброво, Ульянкино.
Население по данным переписи 2002 года — 2 человека.